# 양보웨이
양보웨이(중국어: 楊博崴, 병음: Yang Bowei, 한자음: 양박외, 1998년 1월 3일 ~ )는 중화민국의 바둑 기사이다. 대만기원 소속의 6단이다. 해봉배 프로기성전에서 우승했다.

## 경력
4세경부터 바둑을 배우기 시작했다. 2007년에 아마추어 쌍십배 아마추어 바둑선수권대회에서 준우승을 차지했고, 2010년 대만 기원 원생컵에서 우승했다. 2011년 프로바둑에 입단했다. 같은 해 오카게배 국제신예바둑대항전에서 3위에 올랐다. 2012년 2단을 거쳐 2013년에 3단으로 승단했고 사원배 프로바둑전에서 우승을 차지했다. 2013년 3단으로 승단했다. 2016년 오카게배 국제신예바둑대항전과 자스텍배 국제신예바둑대항전에 각각 출전했다.